# Hahnheim
Hahnheim ist eine Ortsgemeinde im Landkreis Mainz-Bingen in Rheinland-Pfalz. Sie gehört der Verbandsgemeinde Rhein-Selz an, die ihren Verwaltungssitz in der Stadt Oppenheim hat.

## Geographie
Der Weinort liegt in Rheinhessen ca. 12 Kilometer südlich von Mainz. Im Süden und Osten von Hahnheim fließt die Selz. Die Gemeinde grenzt östlich an Selzen, weitere Nachbargemeinden sind Köngernheim, Sörgenloch, Undenheim und Zornheim.
Zu Hahnheim gehören auch die Wohnplätze Eberbacherhof, Sonnenhof und Wahlheimerhof.

## Geschichte
Archäologische Funde aus der Bronze-, Eisen- und Römerzeit weisen auf eine frühe Besiedlung hin.
Erstmals wurde Hahnhaim am 12. Juli 764 im Lorscher Codex urkundlich erwähnt als Hagenheim.  Anlass war eine Schenkung der Williswinda, Witwe des Robert I., und ihres Sohnes, Graf Cancor, an das Kloster Lorsch. Im Kopialbuch des Lorscher Codex sind zu Hahnheim 13 Schenkungsurkunden vermerkt (Urkunden 1921–1932 und 1999).
Später wurde der Ort reichsritterschaftlich. Ortsherren waren von 1560 bis zum Ende des 18. Jahrhunderts die Freiherren von Dienheim.
Am 18. März 1945 wurde Bad Kreuznach kampflos den US-Truppen übergeben. Am 19. März 1945 stieß die 5. US-Infanterie-Division unter Stafford LeRoy Irwin jedoch auf den erbitterten Widerstand einer deutschen Einheit der 7. Armee, von zwei Batterien der 9. Flakdivision, in Hahnheim. Am 21. März 1945 erreichten Verbände der 3. US Army, XII. US-Armeekorps, Nierstein am Rhein.

## Politik

### Gemeinderat

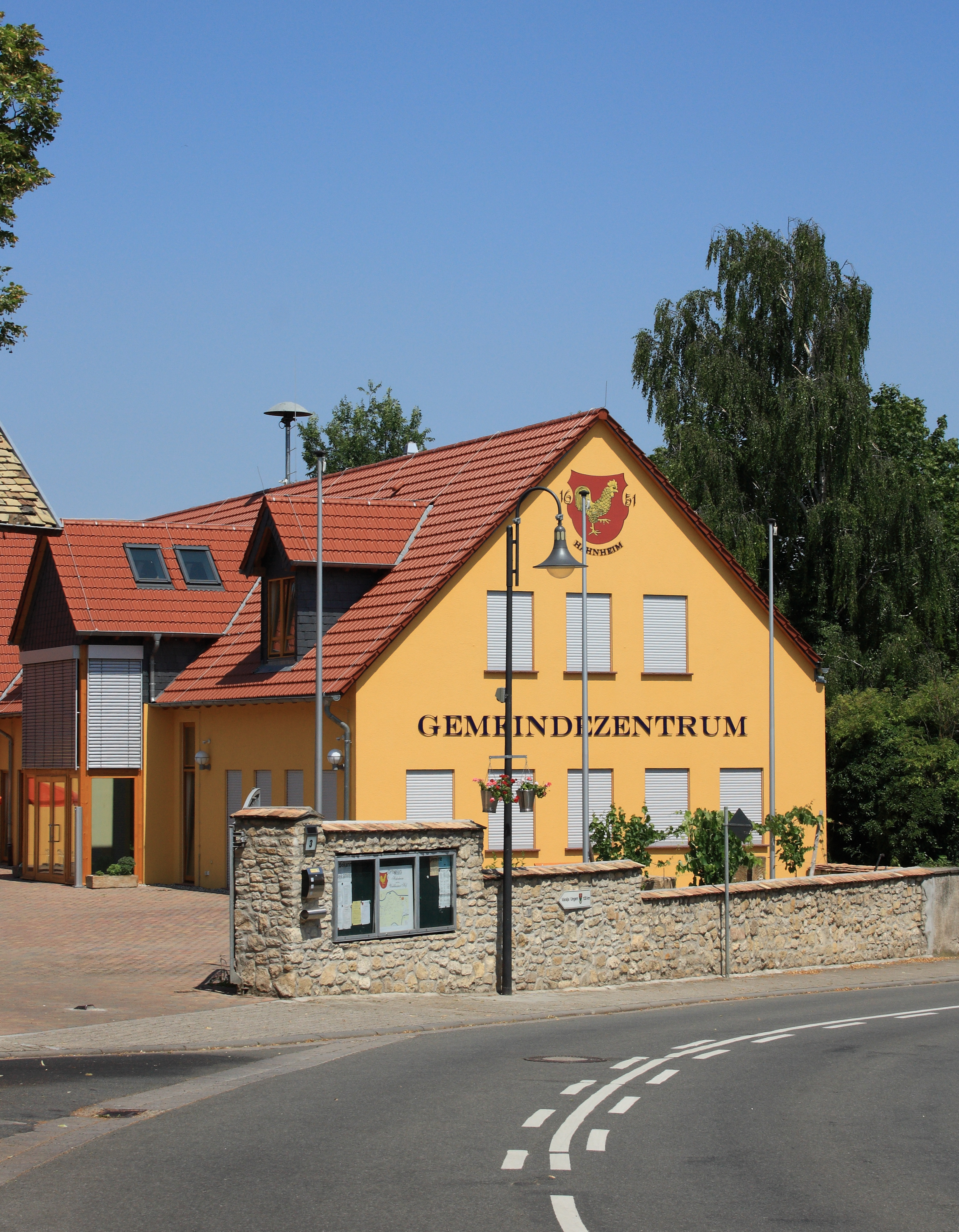
Rathaus von Hahnheim

Der Gemeinderat in Hahnheim besteht aus 16 Ratsmitgliedern, die bei der Kommunalwahl am 9. Juni 2024 in einer personalisierten Verhältniswahl gewählt wurden, und dem ehrenamtlichen Ortsbürgermeister als Vorsitzendem.
Die Sitzverteilung im Gemeinderat:
| Wahl | SPD | CDU | WGH * | Gesamt   |
| ---- | --- | --- | ----- | -------- |
| 2024 | 10  | 6   | –     | 16 Sitze |
| 2019 | 9   | 4   | 3     | 16 Sitze |
| 2014 | 9   | 4   | 3     | 16 Sitze |
| 2009 | 7   | 4   | 5     | 16 Sitze |

### Bürgermeister
Werner Kalbfuß (SPD) wurde 2014 Ortsbürgermeister von Hahnheim. Bei den Direktwahlen am 26. Mai 2019 wurde er mit 71,46 % der Stimmen und am 9. Juni 2024 mit 66,3 % erneut für fünf Jahre zum Ortsbürgermeister gewählt. Er ist Nachfolger von Sigrid Mangold-Wegner (SPD), die dieses Amt von 2004 bis 2014 innehatte.

### Wappen
| Wappen von Hahnheim | Blasonierung: „In Rot ein linksgerichteter schreitender goldener (gelber) Hahn.“ |
| Wappen von Hahnheim | Wappenbegründung: Der Hahn steht „redend“ für den Ortsnamen.                     |

### Gemeindepartnerschaft
- Váralja, Ungarn

## Sehenswürdigkeiten und Kultur

### Kulturdenkmäler
In der Gemarkung in Richtung Köngernheim liegt an der Landstraße, die zur B 420 führt, ein um das Jahr 1884 angelegter jüdischer Friedhof.

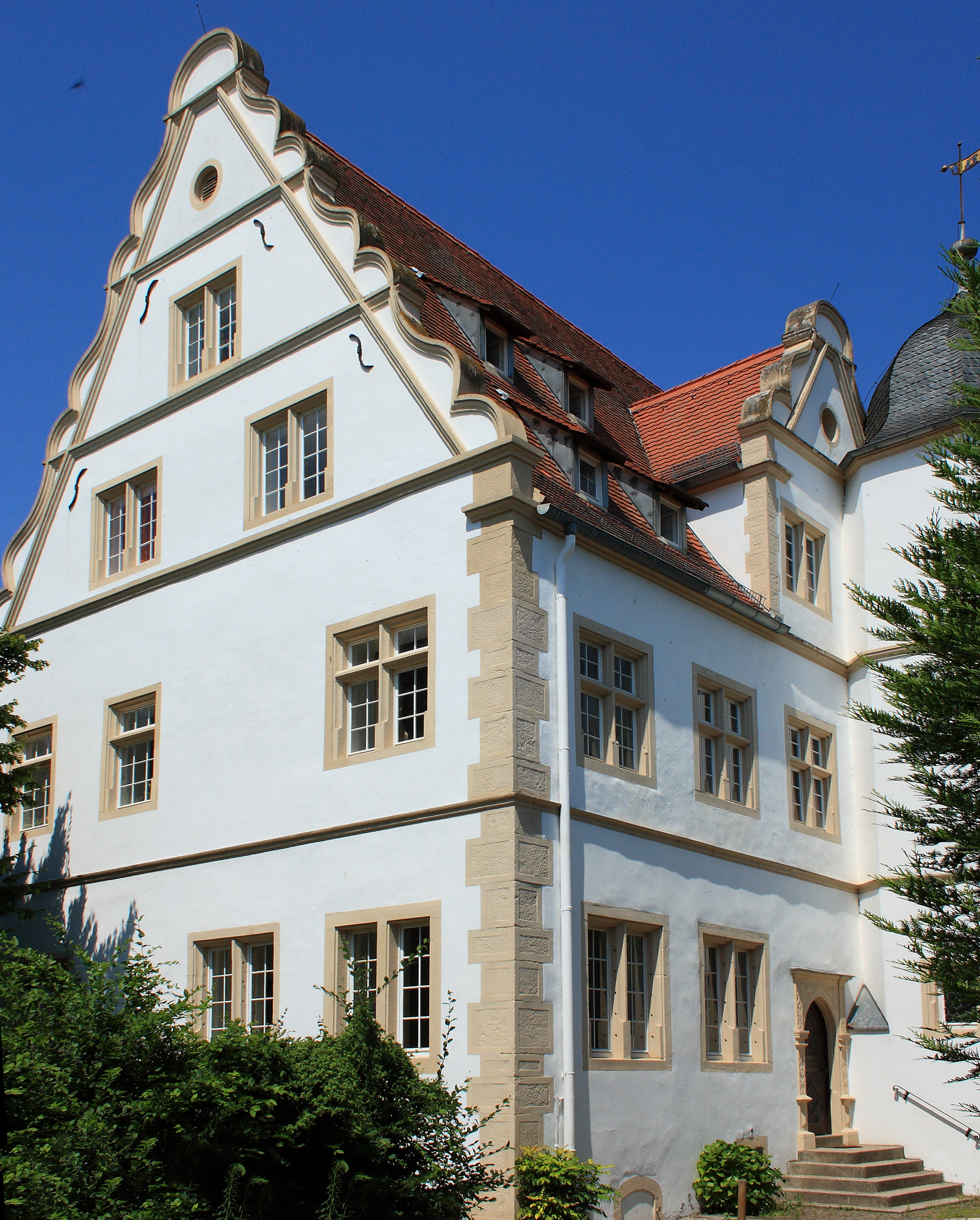
Ehemaliges Schloss der Herren von Dienheim
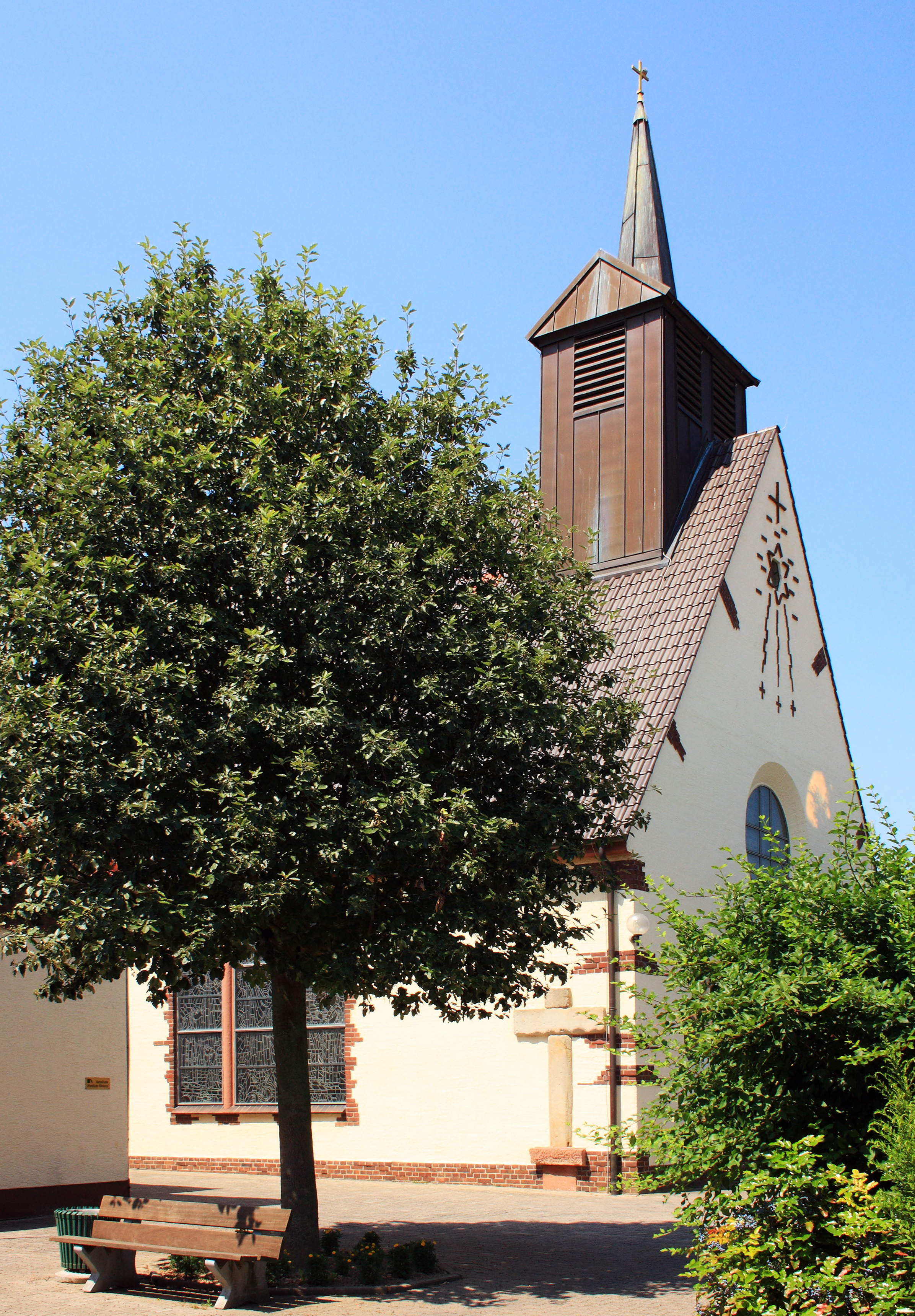
Katholische Dreikönigskirche
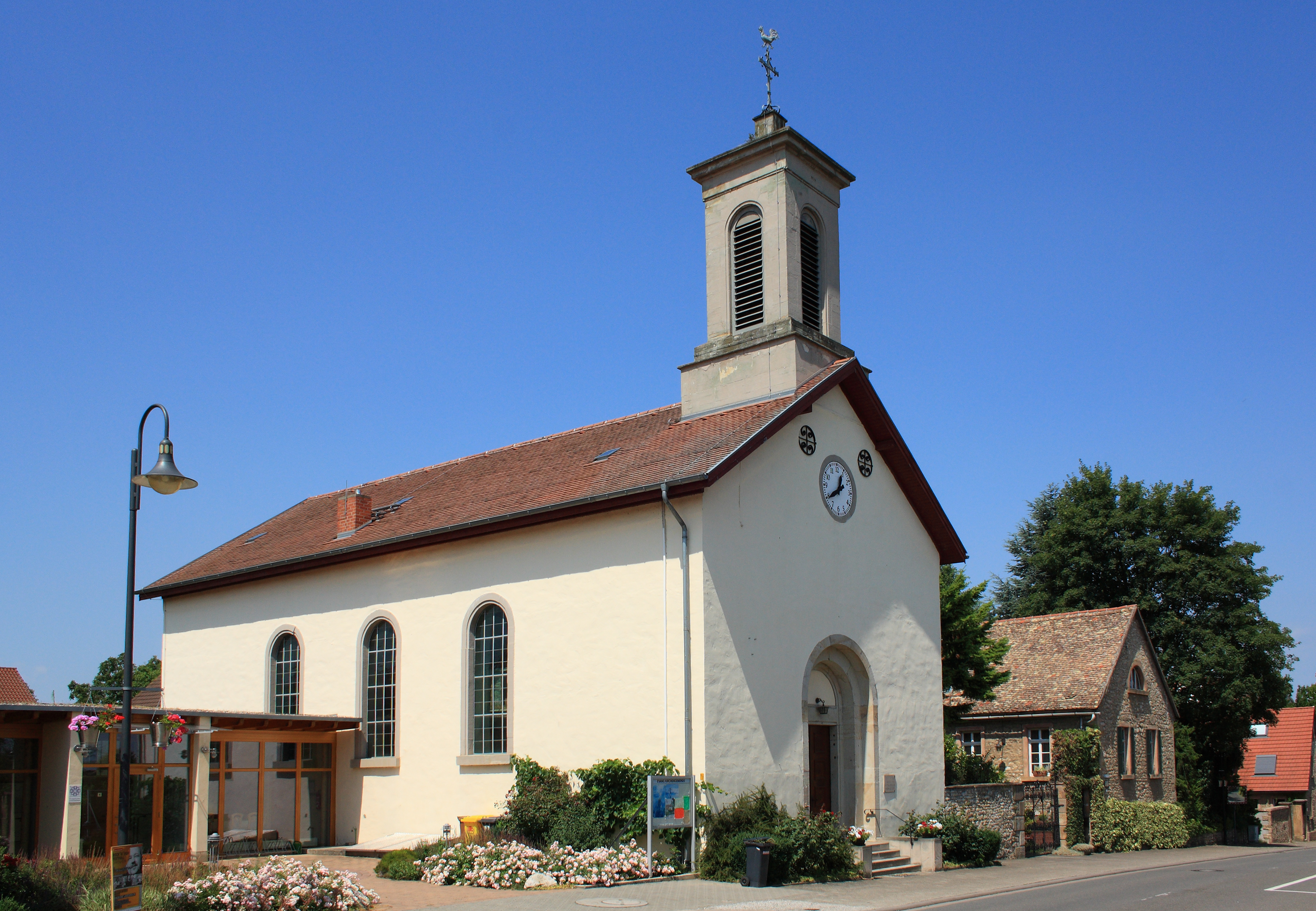
Evangelische Kirche
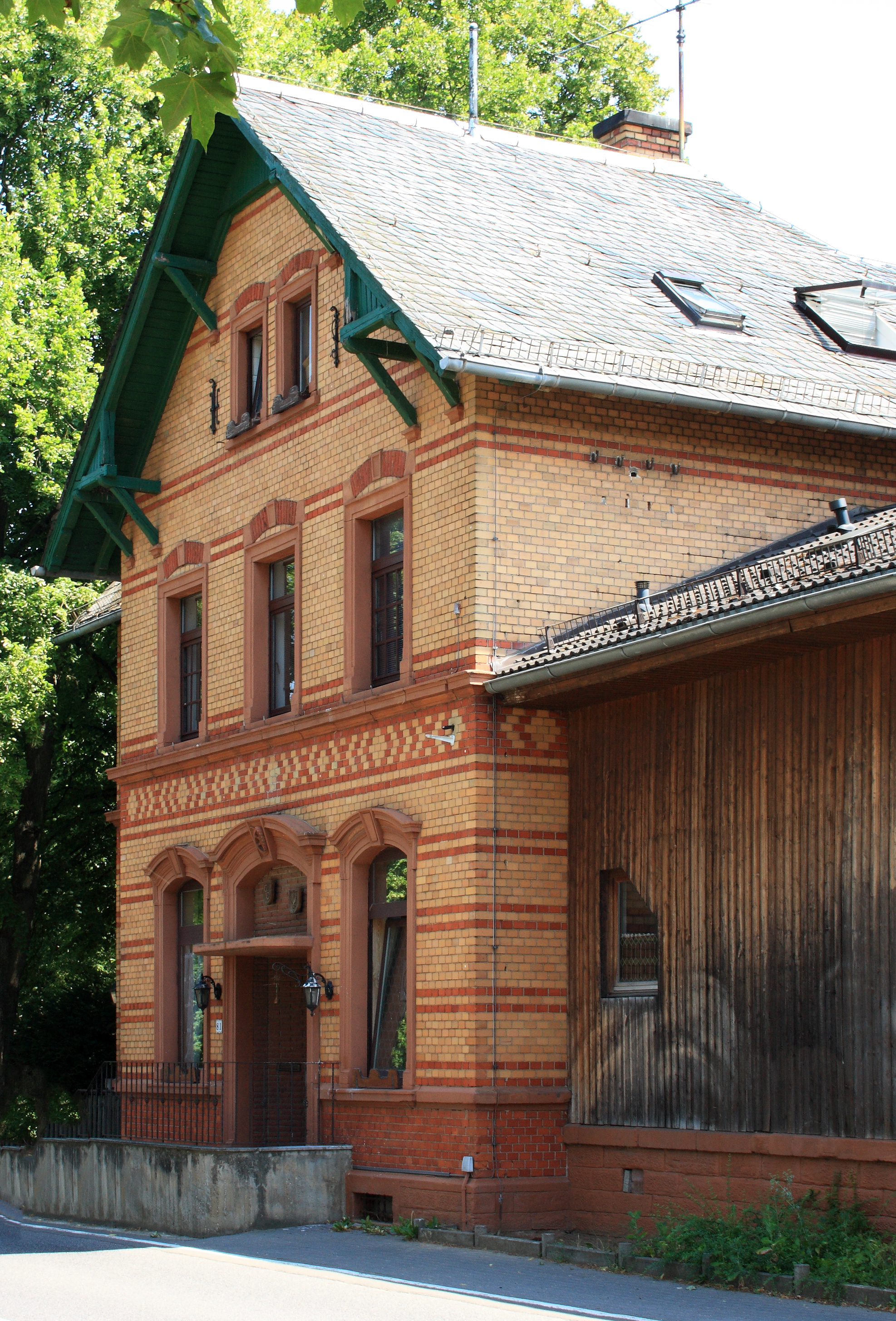
Alter Bahnhof Selzen-Hahnheim
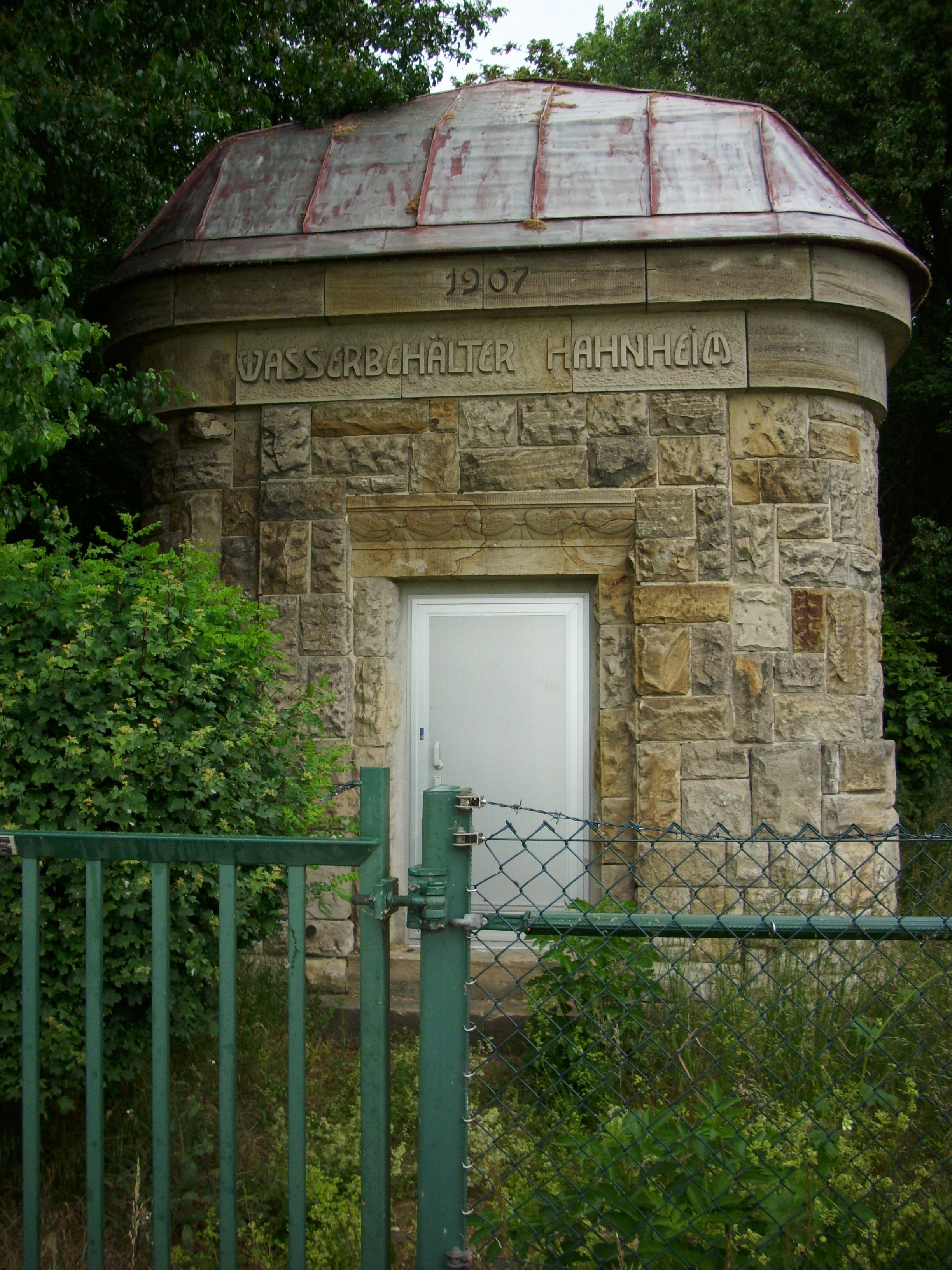
Wasserbehälter
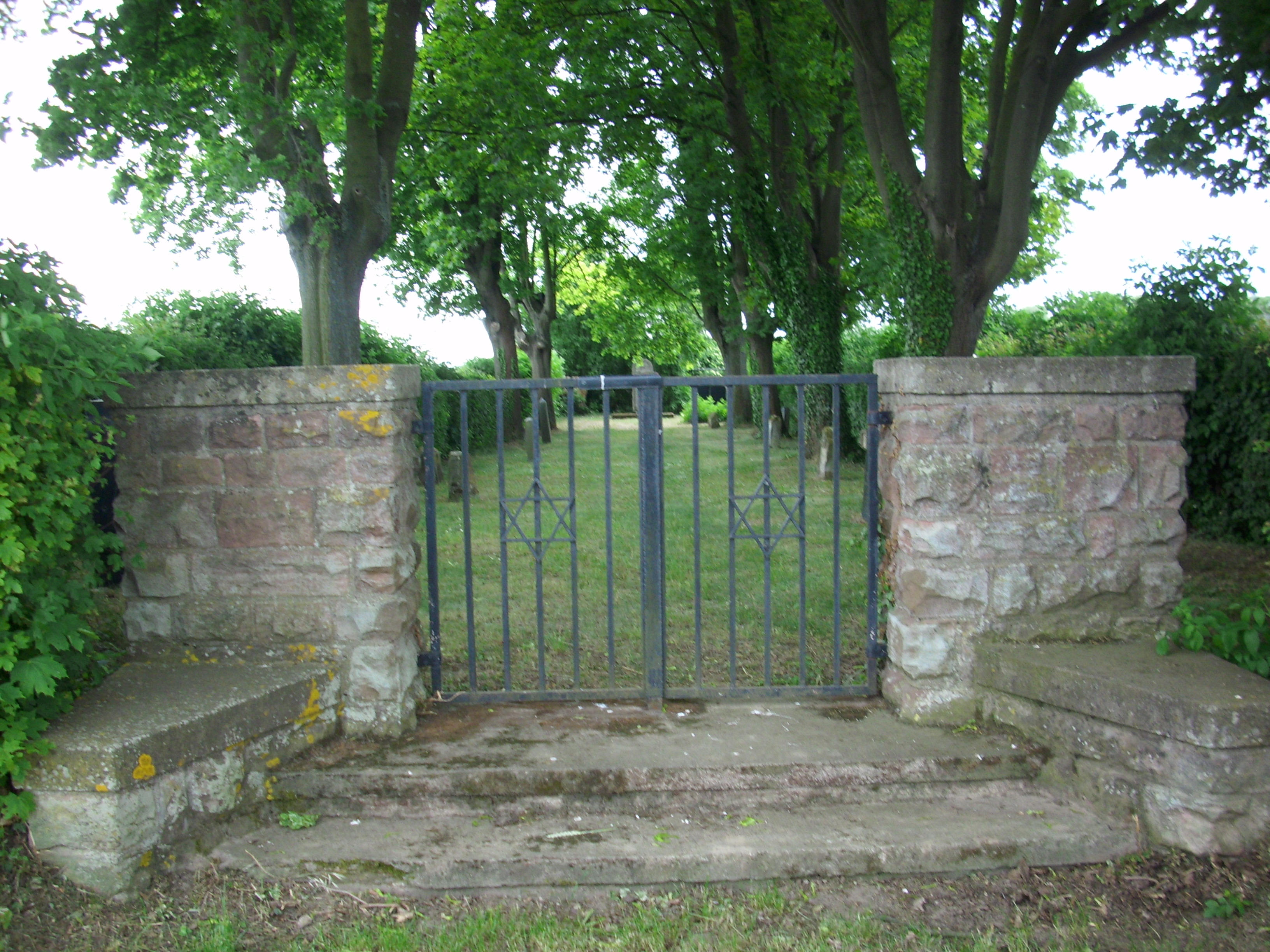
Eingang zum jüdischen Friedhof

### Biotope
In der Gemarkung wurden vor allem an der Selz und an der ehemaligen Bahnstrecke Alzey–Bodenheim, der „Amiche“, mehrere Biotope angelegt.

## Verkehr
Die Gemeinde wird durchquert von der Landesstraße 432. Zur B 420 sind es in südlicher Richtung 2 km, die nächsten beiden Anschlussstellen dort sind Undenheim bzw. Köngernheim. Die Bundesautobahnen 60 und 63 sind mit dem Auto in etwa 20 bzw. 10 Minuten zu erreichen.
1879 bis 1985 hatte Hahnheim mit dem Bahnhof Selzen-Hahnheim an der Bahnstrecke Bodenheim–Alzey Anschluss an die Eisenbahn. Heute (Stand 2024) hat die Gemeinde durch die KRN-Buslinien 652 und 660 einen regelmäßigen ÖPNV-Anschluss an Mainz sowie die Städte Alzey und Nieder-Olm.

## Persönlichkeiten

### In Hahnheim geboren
- Johann Hoffmann (1857–1919), Neurologe und Neuropathologe

### Mit Hahnheim verbunden
- Sigrid Mangold-Wegner (* 1950), Politikerin (SPD) und 2002–2006 Mitglied des Landtages, langjähriges Mitglied des Hahnheimer Gemeinderats sowie 2004–2014 Ortsbürgermeisterin